# Modelio
Modelio ist ein Open-Source-UML-Werkzeug, entwickelt vom Unternehmen Modeliosoft aus Paris. Es unterstützt die Standards UML2 und BPMN2.

## Lizenz
Der Modelio-Kern wurde am 5. Oktober 2011 unter der GPLv3 veröffentlicht. Zentrale APIs stehen hingegen unter der offeneren Apache-Lizenz.

## Funktionsumfang
Modelio unterstützt UML2-Profile für XSD, WSDL und BPEL, zudem SoaML für SOA-Modellierung in verteilten Umgebungen, sowie BPMN zur Modellierung von Geschäftsprozessen.

## Interoperabilität
Modelio war als eines von sechs UML-Werkzeugen auf der Interoperabilitäts-Demonstration der OMG Model Interchange Working Group (MIWG) am 7. Dezember 2009 vertreten. Im Rahmen der Veranstaltung wurde die 
XMI-Interoperabilität zwischen den dort untersuchten Programmen gezeigt.
Beim MADES-Projekt wird Modelio zum Einsatz kommen, um neue UML-Annotationen für die Bereiche der Avionik und der Überwachung zu entwickeln.

## Community-Module
Zusätzliche Module sind auf der Modelio-Community-Webseite verfügbar. Diese erweitern den Funktionsumfang unter anderem um Unterstützung für die Modellierung von Geschäftsprozessen nach TOGAF, SysML zur Modellierung von komplexen Systemen, das Erzeugen von Java-Code sowie Reverse- und Round-Trip-Engineering. Die Community SysML Module unterstützen allerdings keine Requirement Diagramme. Damit ist System Engineering in der freien Version nicht möglich.